# Agência Minas
A Agência Minas é um portal de notícias mantido pelo governo do Estado de Minas Gerais que divulga as ações de governo e prestar serviços ao consumidor do serviço público.
O sítio trabalha com o conceito da convergência por concentrar internet, áudio e vídeo no mesmo endereço. O portal é controlado pela Secretaria de Estado de Governo (SEGOV).
A notícias são veiculadas diariamente.